# Johann Carl Leonhart
Johann Carl Leonhard oder Johann Carl Leonhart (* 29. Februar 1720 in Hannover; † 27. April 1777 in Niedeck) war ein deutscher Verwaltungsjurist.

## Leben

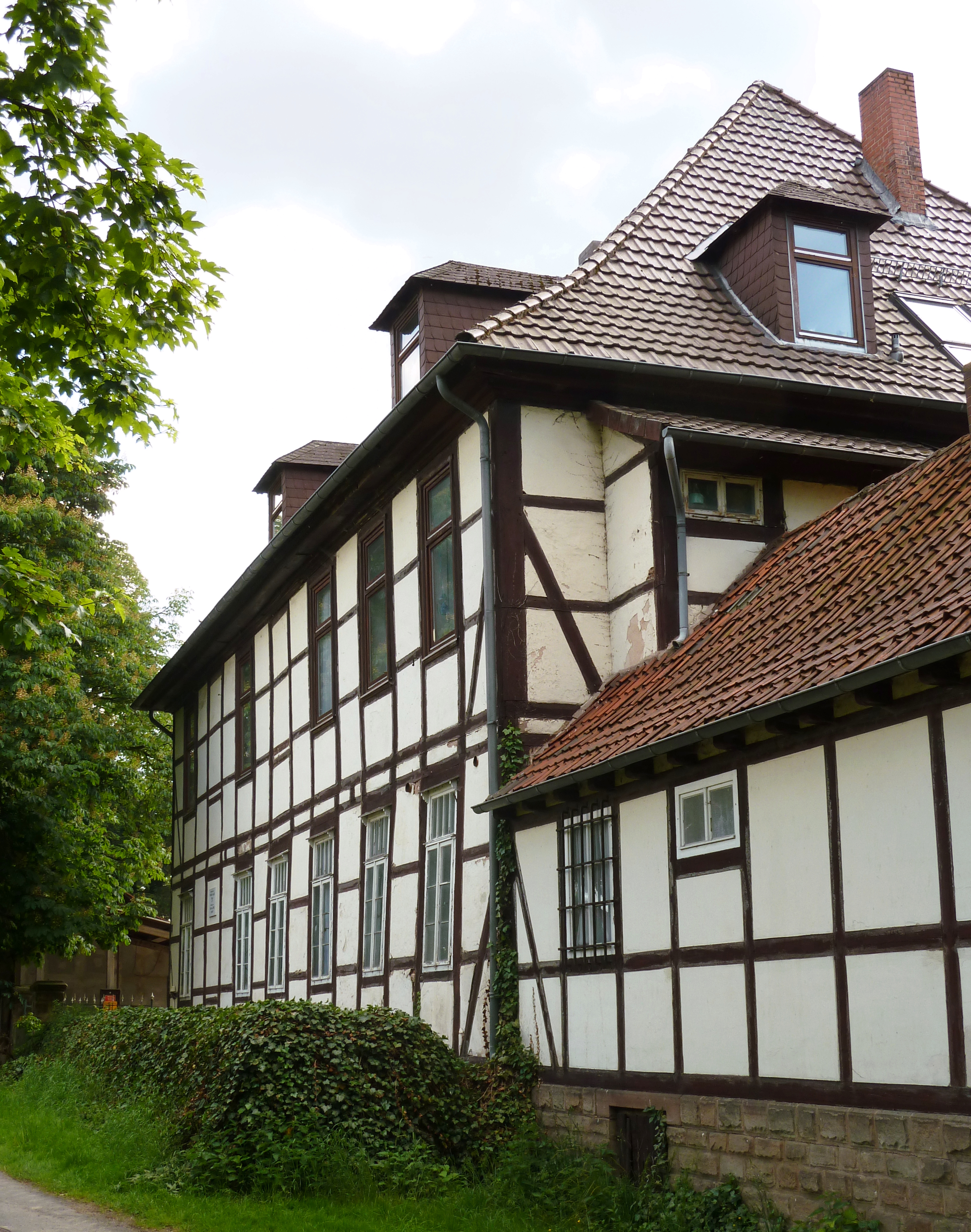
Amtshaus in Niedeck

Johann Carl Leonhart war Sohn des hannoverschen Kammerschreibers und späteren Kämmerers Johann Karl Leonhard. Er studierte ab 1737 Rechtswissenschaften an der neu eröffneten Universität Göttingen. Nach dem Studium trat er in den hannoverschen Verwaltungsdienst ein und war bis 1749 Kammerschreiber in Hannover und wurde dann bis 1756 Amtschreiber in Aerzen. 1756 wurde Leonhart zum Amtmann im Amt Niedeck ernannt, wo er bis zu seinem Tode blieb. Nach seinem Tode wurde das Amt Niedeck vom Amt Reinhausen aus mit verwaltet.
Leonhart war zweimal verheiratet. Beide Ehefrauen waren Schwestern und Töchter des hannoverschen Land- und Klosterbaumeisters Georg Schädler. Aus der ersten Ehe Leonharts gingen sieben Kinder hervor, darunter die beiden Ehefrauen des Dichters Gottfried August Bürger Dorette und Molly. Die zweite Ehe blieb kinderlos, allerdings hatte seine zweite Frau zwei Töchter aus ihrer ersten Ehe.